# Geilrath

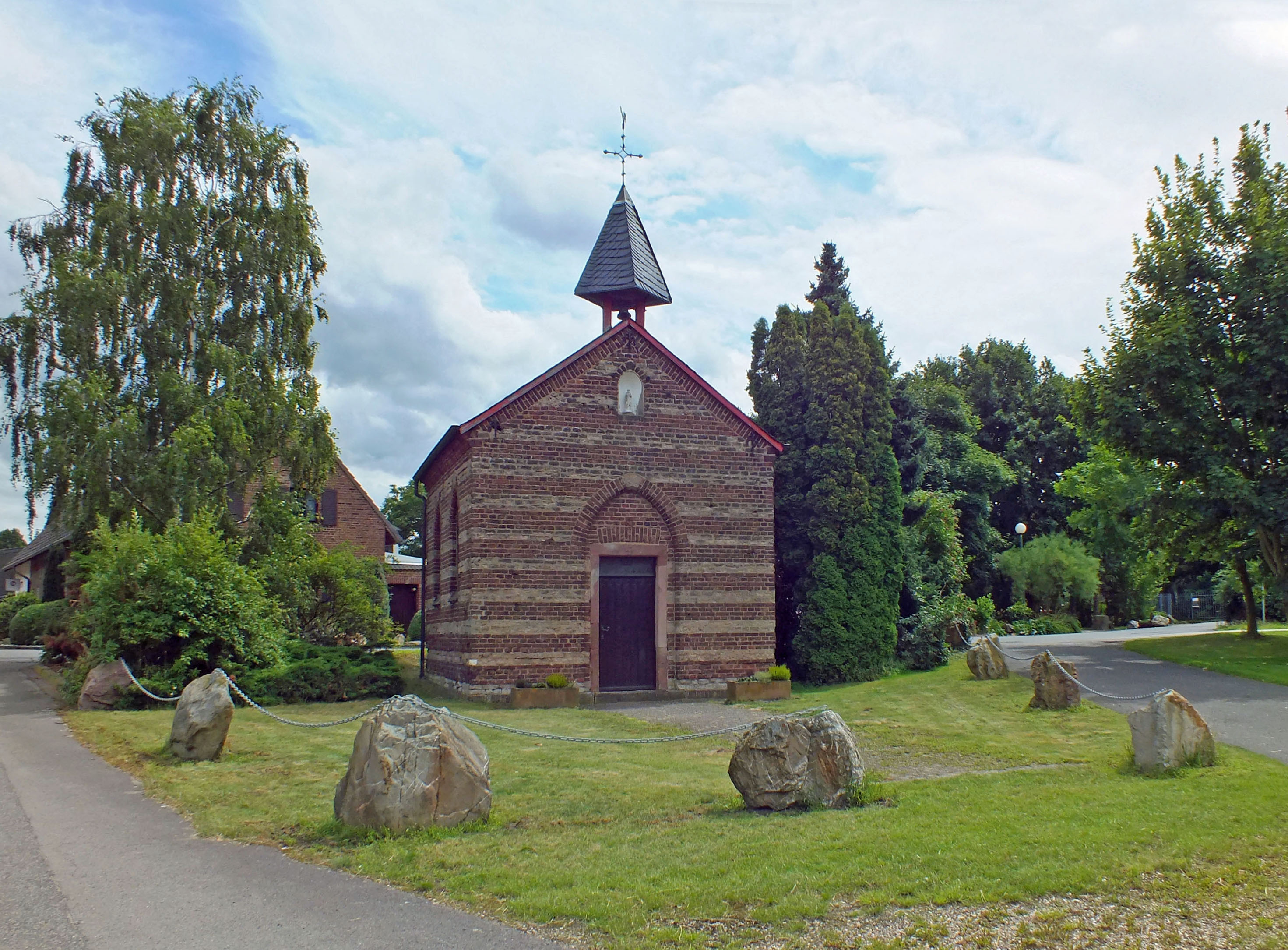
Georgskapelle

Geilrath ist ein Ortsteil des Kerpener Stadtteils Blatzheim im Rhein-Erft-Kreis in Nordrhein-Westfalen. 

## Lage
Geilrath liegt am östlichen Waldrand der Steinheide. Die Steinheide wird auch noch zum Bürgewald gezählt. Nächste Nachbarorte sind das im Osten gelegene Sindorf (Kerpen) und Manheim im Westen. 
Neben Geilrath verläuft im Süden die Bahnstrecke Köln-Aachen, im Norden die Bundesautobahn 4 mit der Auffahrt Elsdorf, im Westen die Kohlebahn des Tagebaus Hambach und im Osten die Bundesstraße 477. Dadurch ergibt sich seit der Verlegung der A4 und Bau der Kohlebahn eine Insellage Geilraths zwischen den verschiedenen Verkehrswegen.

## Ortsbild
Geilrath ist ein kleiner ländlich geprägter Ort und besteht hauptsächlich aus Bauernhöfen. In der Mitte befindet sich die Georgskapelle.

## Geschichte
Geilrath wurde 873 erstmals als Geilrode urkundlich erwähnt. Der Ortslegende nach soll der hl. Arnold von Arnoldsweiler bei seinem Ritt um den Bürgewald in Geilrath sein Pferd gewechselt haben. Vom Mittelalter an bis zur Franzosenzeit diente Geilrath dem Blatzheimer Zisterzienserinnen Kloster als Landgut. 
Seit der Franzosenzeit gehörte Geilrath zur Gemeinde Blatzheim und seit der Kommunalen Neugliederung 1975 zur Stadt Kerpen.
Aufgrund der Lage zwischen Autobahn, Kohlebahn, Bundesstraße und Eisenbahn sollte Geilrath umgesiedelt werden. Da es jedoch zu einem Scheitern der Verhandlungen mit Tagebaubetreiber RWE kam, wurden diese Pläne im Jahr 2009 verworfen, sodass Geilrath nun doch nicht umgesiedelt wird.